# Goniothalamus coriaceus
Goniothalamus coriaceus este o specie de plante din genul Goniothalamus, familia Annonaceae, descrisă de William Burck. Conform Catalogue of Life specia Goniothalamus coriaceus nu are subspecii cunoscute.